# Außerordentlicher FDP-Bundesparteitag 1980
Koordinaten: 47° 59′ 12,7″ N, 7° 52′ 21,7″ O

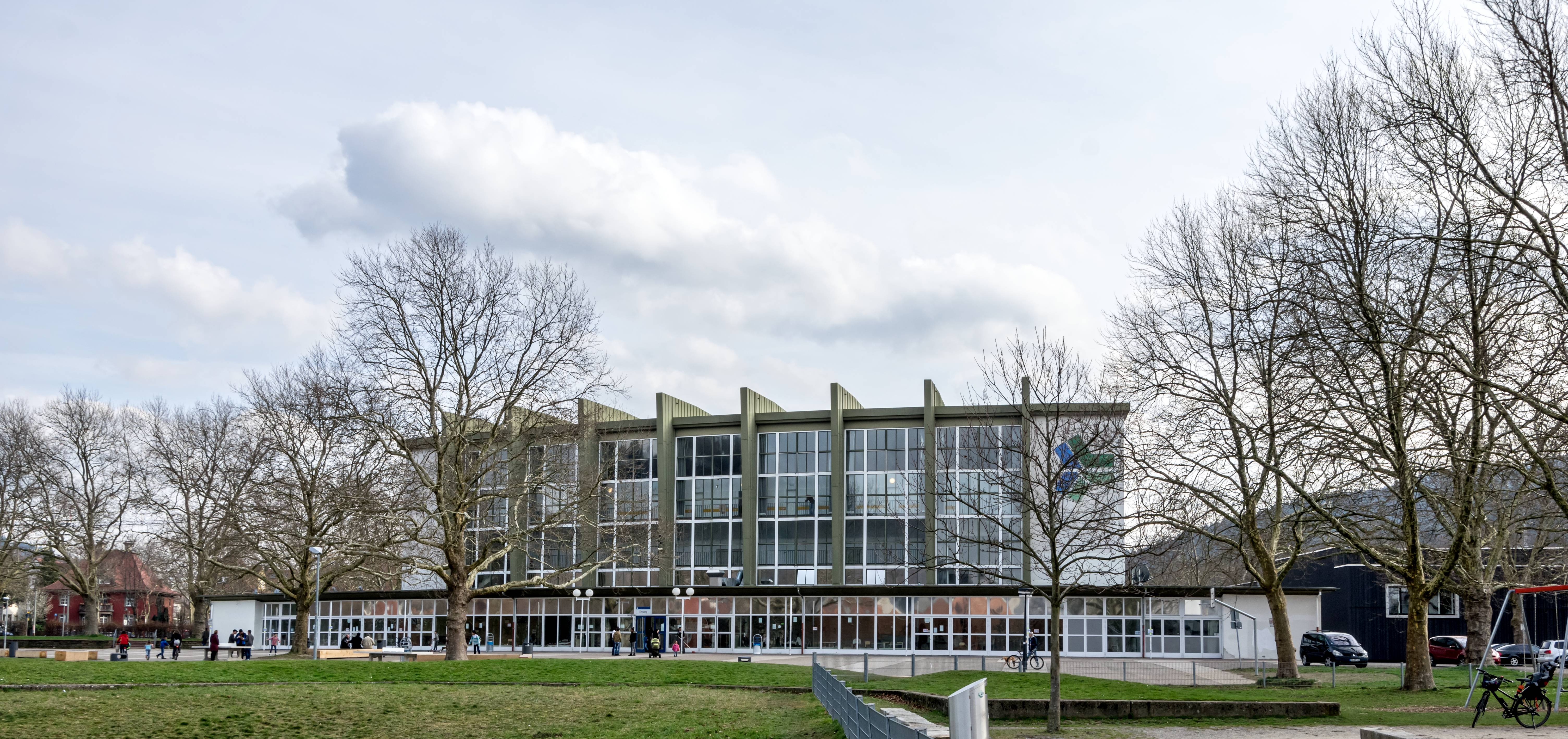
Stadthalle Freiburg

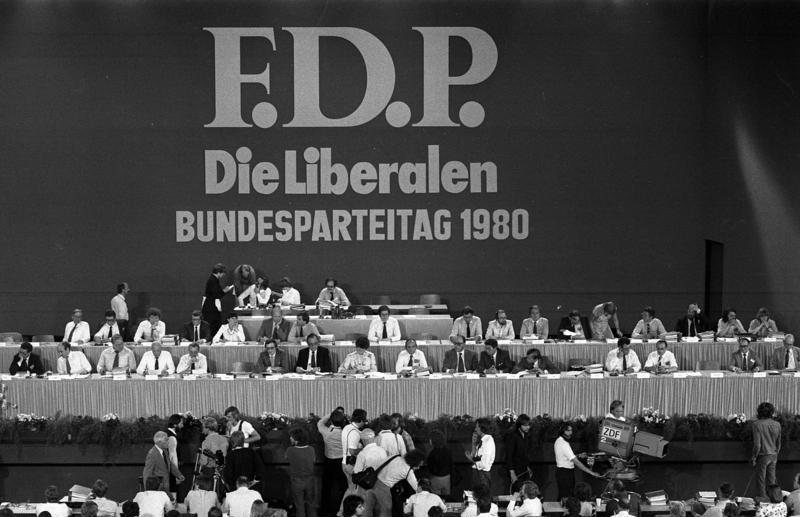
FDP-Bundesparteitag in Freiburg, 1980

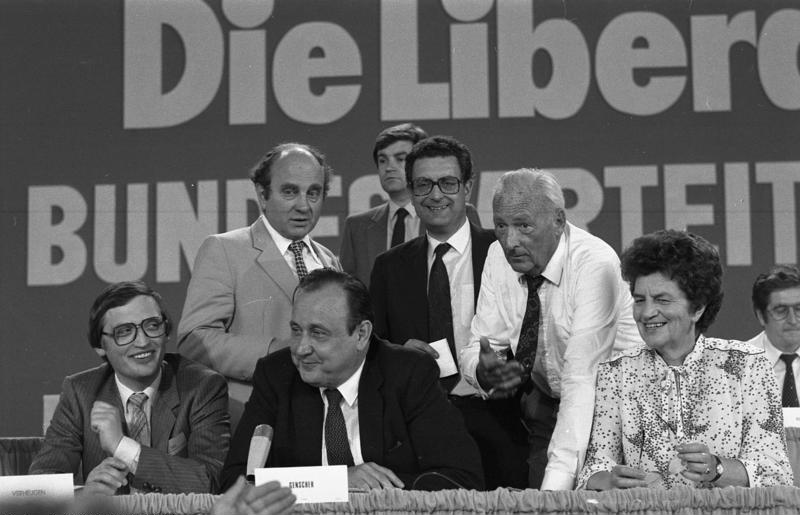
Von links vorne: Günter Verheugen, Hans-Dietrich Genscher, Liselotte Funcke, links dahinter Otto Graf Lambsdorff, Gerhart Rudolf Baum, Hans-Günther Hoppe

Den außerordentlichen Bundesparteitag 1980 hielt die FDP vom 5. bis 6. Juni 1980 in Freiburg im Breisgau ab. Es handelte sich um den 7. außerordentlichen Bundesparteitag der FDP in der Bundesrepublik Deutschland. 

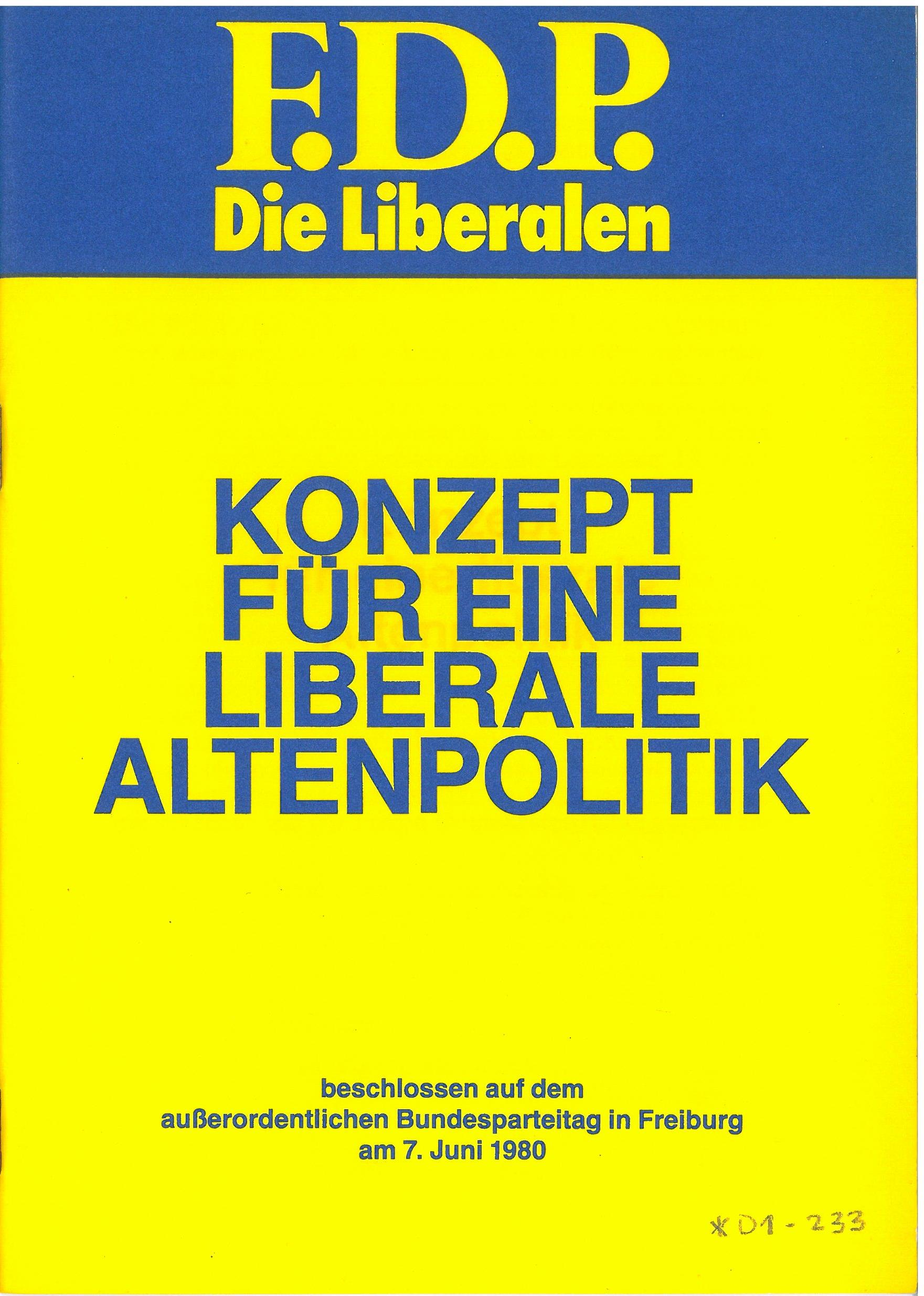
Konzept für eine liberale Altenpolitik

## Verlauf und Beschlüsse
Auf diesem Parteitag verabschiedete die FDP das Programm für die bevorstehende Bundestagswahl am 5. Oktober 1980. Außerdem wurde ein Konzept für eine liberale Altenpolitik beschlossen.

## Delegiertenschlüssel
Insgesamt wurden zum Bundesparteitag 400 Delegierte eingeladen. Nach dem Mitgliederstand der Landesverbände zum 31. Dezember 1979 (200 Delegierte) und den Wählerstimmenzahlen (200 Delegierte) der Bundestagswahl vom 3. Oktober 1976 (Berlin: Wahl zum Abgeordnetenhaus vom 18. März 1979) standen den Landesverbänden für die Amtszeit der Delegierten, die am 1. Mai 1980 begann und am 30. April 1982 endete, die folgenden Delegiertenrechte zu. Die Berechnung durch die Bundesgeschäftsstelle erfolgte am 25. Januar 1980 und wurde den Landesverbänden mitgeteilt.
Nach dem Mitgliederbestand der Landesverbände und den Wählerstimmen ergab sich folgender Delegiertenschlüssel:
| Delegiertenrechte zum Bundesparteitag | Delegiertenrechte zum Bundesparteitag | Delegiertenrechte zum Bundesparteitag | Delegiertenrechte zum Bundesparteitag | Delegiertenrechte zum Bundesparteitag | Delegiertenrechte zum Bundesparteitag | Delegiertenrechte zum Bundesparteitag |
| Landesverband                         | Delegierte nach Mitgliederzahl        | Delegierte nach Mitgliederzahl        | Delegierte nach Wählerstimmen         | Delegierte nach Wählerstimmen         | Summe                                 | Stand 22. März 1979                   |
| ------------------------------------- | ------------------------------------- | ------------------------------------- | ------------------------------------- | ------------------------------------- | ------------------------------------- | ------------------------------------- |
| Baden-Württemberg                     | 8.783                                 | 21                                    | 489.661                               | 32                                    | 53                                    | 53                                    |
| Bayern                                | 8.787                                 | 21                                    | 419.335                               | 27                                    | 48                                    | 48                                    |
| Berlin                                | 2.342                                 | 6                                     | 103.595                               | 7                                     | 13                                    | 13                                    |
| Bremen                                | 848                                   | 2                                     | 55.903                                | 4                                     | 6                                     | 6                                     |
| Hamburg                               | 2.234                                 | 5                                     | 118.969                               | 8                                     | 13                                    | 14                                    |
| Hessen                                | 9.504                                 | 23                                    | 300.864                               | 19                                    | 42                                    | 43                                    |
| Niedersachsen                         | 8.875                                 | 22                                    | 369.526                               | 24                                    | 46                                    | 47                                    |
| Nordrhein-Westfalen                   | 26.236                                | 64                                    | 860.331                               | 55                                    | 119                                   | 116                                   |
| Rheinland-Pfalz                       | 6.418                                 | 16                                    | 183.575                               | 12                                    | 28                                    | 27                                    |
| Saarland                              | 3.827                                 | 9                                     | 49.299                                | 3                                     | 12                                    | 12                                    |
| Schleswig-Holstein                    | 4.571                                 | 11                                    | 147.622                               | 9                                     | 20                                    | 21                                    |
| Bundesgebiet mit Berlin               | 82.425                                | 200                                   | 3.098.680                             | 200                                   | 400                                   | 400                                   |
| Bundesgebiet ohne Berlin              |                                       |                                       | 2.995.085                             |                                       |                                       |                                       |

## Sonstiges
In das Tagungspräsidium wurden gewählt: Liselotte Funcke, Wolfgang Lüder, Friedel Meyer, Ursel Redepenning und Klaus-Jürgen Hoffie.